# Les Possibilités du dialogue
Pour plus de détails, voir Fiche technique et Distribution.
Les Possibilités du dialogue (Moznosti dialogu) est un court métrage d'animation tchécoslovaque réalisé par Jan Švankmajer et sorti en 1982. C'est un film fantastique surréaliste réalisé à l'aide de la technique de l'animation image par image, et qui montre les rencontres et souvent les affrontements entre des têtes ou des êtres humanoïdes composés de divers matériaux. Ce film a été récompensé par plusieurs prix dans des festivals de cinéma internationaux.

## Synopsis
Le film se divise en trois séquences introduites chacune par un titre :
Dans la première séquence, « Dialog vĕcný » (« Dialogue factuel »), plusieurs êtres consistant en des têtes humanoïdes, chacune composée d'une catégorie de matériaux (légumes, outils, divers objets d'usage courant) à la façon des portraits d'Arcimboldo, se rencontrent et s'entredévorent : l'une des têtes se jette sur l'autre pour la dévorer, les deux se mélangent et les objets de l'une s'attaquent sauvagement aux objets de l'autre pour les réduire en charpie. À l'issue de chaque dévoration, la tête victorieuse se recompose puis recrache les débris de l'autre ; la tête vaincue se reconstitue aussi, mais avec chacun de ses objets réduit en miettes, voire en poudre, de sorte que son apparence générale devient plus homogène. Après plusieurs duels de ce genre entre plusieurs têtes, certaines têtes deviennent des têtes en argile. 
Au début de la deuxième séquence, « Dialog vášnivý » (« Dialogue passionné »), un homme et une femme assez jeunes, nus, chauves, modelés entièrement en argile dans un style réaliste, sont assis l'un en face de l'autre à une table de bois, les mains posées sur la table. Ils se sourient, l'homme prend la main de la femme, et tous deux se penchent pour s'embrasser. Mais le baiser se change en une véritable fusion entre les deux êtres d'argile, qui se mêlent en une masse d'argile agitée où l'on entrevoit de temps en temps le visage, la peau ou les membres de l'un ou de l'autre. Finalement, l'homme et la femme se reconstituent et reprennent chacun leur place à la table. Mais au milieu d'eux, il reste sur la table une petite motte d'argile qui n'a pas retrouvé sa place. La motte rampe en direction de la femme, puis vers l'homme, mais chacun la repousse vers l'autre. L'homme finit par se mettre en colère, saisit la motte et la jette entre les seins de la femme, qui, courroucée, la ramasse et la jette au visage de l'homme. Celui-ci la ramasse encore et l'écrase sur le visage de la femme, après quoi tous deux portent les mains l'un sur l'autre, se griffent violemment le visage, se détruisent mutuellement la tête et le corps, jusqu'à n'être plus de nouveau qu'une masse d'argile unique agitée de soubresauts.
La troisième et dernière séquence, « Dialog vyčerpávajici » (« Dialogue approfondi »), commence en montrant une petite table de bois pourvue d'un tiroir. Le tiroir s'ouvre et il en sort une masse d'argile qui grimpe sur la table et se divise en deux êtres consistant chacun en une tête chauve de vieil homme en argile, dont les yeux sont formées de pièces d'un matériau différent. L'une des têtes arrondit les yeux et une brosse à dents sort de sa bouche ; l'autre arrondit les yeux à son tour et il sort de sa bouche un tube de dentifrice qui étale du dentifrice sur la brosse à dents ; puis les deux têtes rétractent chacune leur objet. Une tête produit alors une tartine, et l'autre un couteau portant un petit fromage mou qu'elle tartine sur la tartine. Le même manège se reproduit avec d'autres objets qui se combinent logiquement l'un à l'autre : une chaussure et un lacet qui vient s'enrouler dans les trous de la chaussure, puis un crayon et un taille-crayon (que la tête porte sur sa langue) qui vient le tailler. Mais ensuite, les deux têtes produisent à nouveau les mêmes objets dans des combinaisons qui fonctionnent moins bien et deviennent de plus en plus saugrenues (chaussure et dentifrice, crayon et fromage blanc, lacets et taille-crayon, etc.). Les objets finissent par se détruire les uns les autres à chaque interaction. À la fin, les deux têtes restent affaissées en arrière, langue pendante, l'air épuisé.
Le film ne comporte pas de dialogues, seulement de la musique et des bruitages.

## Fiche technique
- Titre français : Les Possibilités du dialogue
- Titre original : Moznosti dialogu
- Réalisation : Jan Švankmajer
- Scénario : Jan Švankmajer
- Musique : Jan Klusák
- Image : Vladimír Malík
- Montage : Helena Lebdusková
- Création des décors : Jan Švankmajer
- Supervision de l'animation : Vlasta Pospísilová
- Société de production : Krátký Film Praha
- Pays de production :  Tchécoslovaquie
- Langue originale : aucune (sonore sans dialogue - hormis un brouhaha de discussions inaudibles)
- Format : couleur
- Son : mono
- Durée : 12 minutes
- Date de sortie : 1982[1]

## Distinctions
En 1983, Les Possibilités du dialogue remporte le Grand prix du court métrage au Festival international du film d'animation d'Annecy, ainsi que l'Ours d'or du meilleur court-métrage et le C.I.D.A.L.C. (Mention honorable) au Festival international du film de Berlin.

## Analyse
Jan Švankmajer explique lui-même Les Possibilités du dialogue en affirmant que, dans le film, les objets « mettent en scène, dans une forme condensée, le processus auquel nous assistons à cette étape particulière de la civilisation : le passage de la différenciation à l'uniformité ».
Au-delà du dérangement provoqué par l'entrée en guerre des objets ordinaires, comme ces têtes, qui à force de se dévorer tombent en poussière, nous nous affrontons, nous nous détruisons, et dans nos interactions avec les autres, nous nous uniformisons.
En 2001, le cinéaste britannique Terry Gilliam inclut Les Possibilités du dialogue parmi les dix meilleurs courts métrages de tous les temps qu'il sélectionne pour le journal The Guardian et indique : « Le travail d'animation image par image de Jan Švankmajer emploie des objets familiers, banals, d'une façon profondément dérangeante. Le premier de ses films que j'ai vu a été Alice, et j'ai été extrêmement troublé par l'image d'un lapin animé qui possédait de la vraie fourrure et de vrais yeux. Ses films me laissent toujours des sentiments mêlés, mais ils contiennent tous des moments qui me touchent vraiment ; des moments qui évoquent le spectre cauchemardesque consistant à voir des choses du quotidien prendre vie de façon inattendue. »

## Exposition
Le court métrage est diffusé dans le cadre de l'exposition Les Choses. Une histoire de la nature morte au musée du Louvre du 12 octobre 2022 au 23 janvier 2023, parmi les œuvres de l'espace nommé « Tout reclasser ».